# Hatschekiidae
Hatschekiidae é uma família de copépodes pertencentes à ordem Siphonostomatoida.
Géneros:
- Bassettithia Wilson, 1922
- Brachihatschekia Castro-Romero & Baeza-Kuroki, 1989
- Congericola Beneden, 1854
- Hatschekia Poche, 1902
- Laminohatschekia Boxshall, 1989
- Mihbaicola Uyeno, 2013
- Prohatschekia Nunes-Ruivo, 1954
- Pseudocongericola Yü, 1933
- Wynnowenia Boxshall, 1987